# Dragon Tiger Gate
Pour plus de détails, voir Fiche technique et Distribution.
Dragon Tiger Gate (龙虎门, Lóng Hǔ Mén) est un film hongkongais réalisé par Wilson Yip, sorti en 2006.

## Synopsis
Le Dragon Tiger Gate est une école d'arts martiaux fondée par Wong Fuhu pour protéger les citoyens des agissements des triades. Celui-ci a eu deux fils (Dragon et Tiger) de deux femmes différentes. Lorsque sa mère meurt, Dragon est pris sous l'aile de Ma Kun, un chef de triade d'une école rivale nommée Luosha Gate. Au fil des années, Dragon devient ainsi le garde du corps de Ma Kun. Les deux demi-frères sont alors amenés à s'affronter.

## Fiche technique
- Titre : Dragon Tiger Gate
- Titre original : 龙虎门, Lóng Hǔ Mén
- Réalisation : Wilson Yip
- Scénario : Edmond Wong
- Pays d'origine : Hong Kong
- Format : Couleurs - 2,35:1 - Dolby Digital - 35 mm
- Genre : Action
- Durée : 90 minutes
- Date de sortie : 2006

## Distribution
- Nicholas Tse : Tiger Wong
- Donnie Yen : Dragon Wong
- Shawn Yue : Turbo Shek
- Dong Jie : Ma Xiaoling
- Li Xiao Ran : Lousha
- Yuen Wah : Wong Jianglong
- Chen Kuan-tai : Ma Kun
- Vincent Sze : Scaly
- Xing Yu : Fan
- Tommy Yuen : Xing
- Sam Chan Yu-sum : Ming
- Alan Lam : Patch
- Nick Lam : Hoi
- Hua Yan : Stick
- Tang Sheren : mère de Dragon Wong

## Version française
- Société de doublage : NDE Production
- Direction artistique : Antony Delclève
- Adaptation des dialogues : Frédéric Alameunière
- Enregistrement et mixage :